# (200234) Kumashiro
(200234) Kumashiro es un asteroide perteneciente al cinturón de asteroides, descubierto el 4 de noviembre de 1999 por Akimasa Nakamura desde el Observatorio Astronómico de Kumakōgen, Kumakōgen, Japón.

## Designación y nombre
Designado provisionalmente como 1999 VN8. Fue nombrado Kumashiro en honor al jugador de béisbol japonés Masato Kumashiro que forma parte del equipo Saitama Seibu Lions. En la temporada 2012-2013 bateó 0.270 en 109 partidos.

## Características orbitales
Kumashiro está situado a una distancia media del Sol de 2,786 ua, pudiendo alejarse hasta 3,239 ua y acercarse hasta 2,333 ua. Su excentricidad es 0,162 y la inclinación orbital 8,677 grados. Emplea 1698,97 días en completar una órbita alrededor del Sol.

## Características físicas
La magnitud absoluta de Kumashiro es 16,3.